# 安娜·卡罗利娜·施米德洛娃
安娜·卡罗利娜·施米德洛娃（捷克語：Anna Karolína Schmiedlová，1994年9月13日—）是斯洛伐克职业网球女运动员，2011年轉職業。她的WTA生涯最高單打排名為第26（2015年10月12日）。她曾参加2016年夏季奥林匹克运动会，结果在单打第二轮被淘汰。2024年她再度參加夏季奧林匹克會，結果在四強與銅牌賽落敗，獲得第四名。

## 2024年巴黎夏季奧運會
施米德洛娃在2024年夏季巴黎奧運會以黑馬之姿闖進了奧運會的四強與銅牌賽，可惜最終在銅牌賽止步，收穫第四名，她同時也是第一位斯洛伐克網球員進入到奧運會四強與銅牌賽。

## 外部連結
- 官方网站
- 安娜·卡罗利娜·施米德洛娃的国际女子网球协会官方資料（英文）
- 安娜·卡罗利娜·施米德洛娃的國際網球總會 職業／青少年 官方資料（英文）
- Fed Cup - Player profile - Anna Karolina SCHMIEDLOVA (SVK) （页面存档备份，存于）